# Lamprotornis purpureus
Lamprotornis purpureus là một loài chim trong họ Sturnidae.